# Gerrit Herlyn

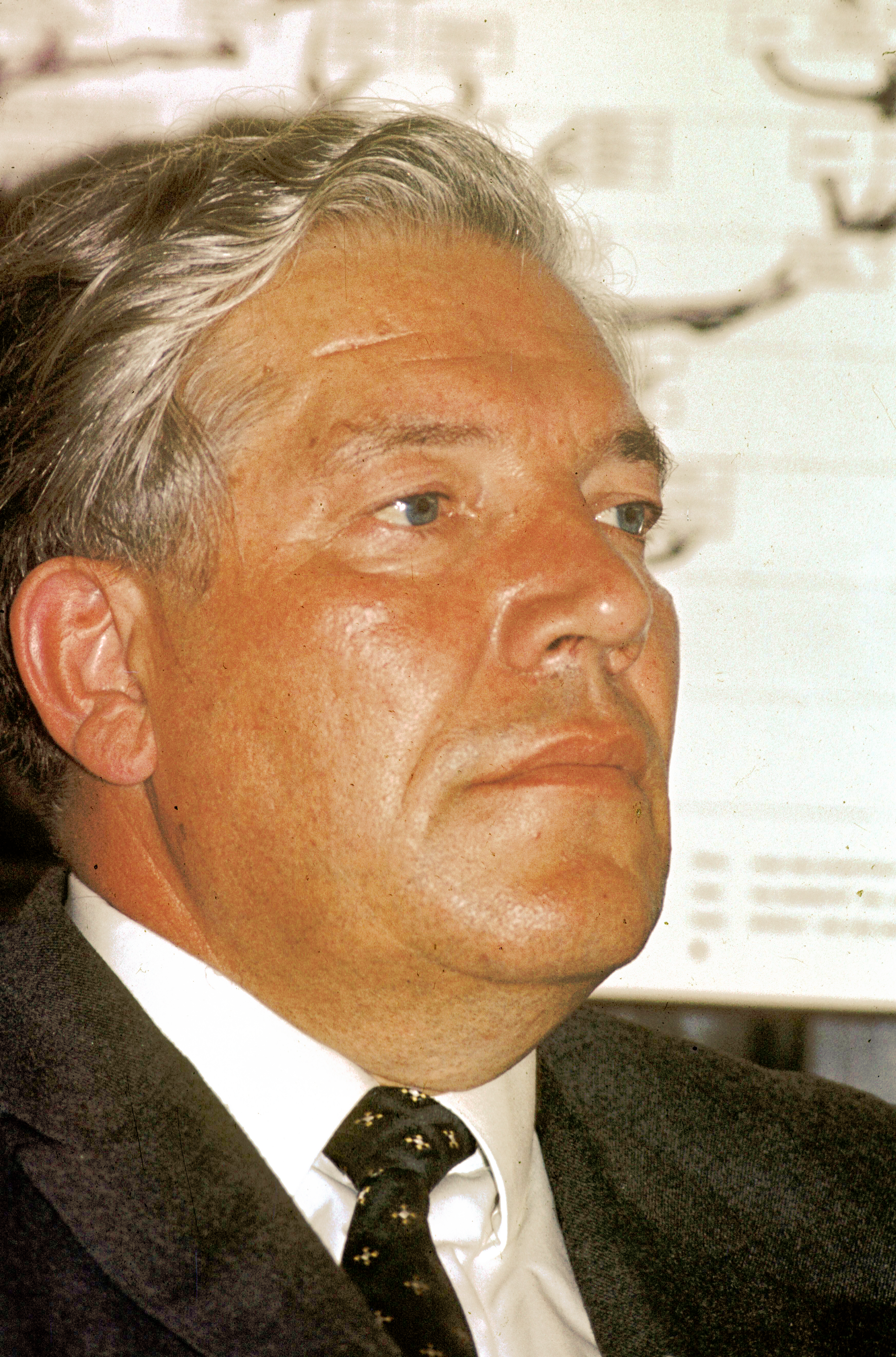

Gerrit (Johannes) Herlyn (* 20. Juli 1909 in Midlum (Rheiderland); † 4. Oktober 1992 in Leer) war ein deutscher reformierter Pastor und plattdeutscher Autor.

## Leben
Väterlicherseits können die Ursprünge der Familie Herlyn bis zum Anfang des 15. Jahrhunderts zurückverfolgt werden. Im 16. Jahrhundert schlossen sich einige Familienmitglieder dem calvinistischen Glauben an. Claude Herlin floh um 1585 aus Antwerpen und zog mit seiner Familie nach Bremen. Von dort verbreitete sich die Familie, deren Nachfahren heute überwiegend in Deutschland, den Niederlanden und den USA zu finden sind, weshalb als Familienname auch Herlin, Heerlien oder Heerlijn erscheint. Einige Familienmitglieder zogen im 17. Jahrhundert von Bremen nach Emden, Visquard und Delfzijl. An der Visquarder Kirche wirkte ab 1654 Philipp Herlin als reformierter Pastor, auf den alle Träger der Namensform „Herlyn“ zurückgehen. Mütterlicherseits stammt Gerrit Herlyn von Wilhelmina Arendina Immer ab, eine Schwester von Karl Immanuel Immer, deren Familie zu den Salzburger Exulanten gehört. Ihre Vorfahren flohen 1731 aus Salzburg nach Ostpreußen und zogen zu Beginn des 20. Jahrhunderts nach Ostfriesland.
Nach dem Studium der Theologie in Bethel, Erlangen, Zürich, Tübingen, Kampen (Niederlande) und Bonn legte Gerrit Herlyn 1934 das Erste theologische Examen in Aurich und 1936 seine Zweite theologische Prüfung in Twixlum ab. Herlyn wurde in Wien Hilfsprediger, wo er 1937 ordiniert wurde. Im Januar 1938 kehrte er in seine ostfriesische Heimat zurück und wurde Pastor der ev.-reformierten Gemeinde Ihrenerfeld (Westoverledingen), unterbrochen durch Wehrdienst und Kriegsgefangenschaft in Russland.
Im Dritten Reich gehörte Herlyn zu jenem Teil der Bekennenden Kirche, der den überkommenen biblischen Glauben gegen Deutsche Christen und NS-Ideologen verteidigten, gleichzeitig aber zu treuen Anhängern Adolf Hitlers gehörten. Auch innerkirchlich verwendete er den sog. deutschen Gruß.
Von 1952 bis zu seinem Ruhestand im Jahr 1976 war er Pastor in Leer, wo er 1992 starb. Während seiner Leeraner Amtszeit war er Mitglied der Landessynode und des Landeskirchenvorstandes der Evangelisch-reformierten Kirche sowie der Synode der Evangelischen Kirche in Deutschland. Von 1959 bis 1971 war er Leiter des Diakonischen Werks der Ev.-ref. Kirchen. Über vierzig Jahre lang war er Schriftleiter des ev.-ref. Sonntagsblattes.

## Werk
Überregional bekannt wurde er durch seine plattdeutschen Erzählungen und Andachten, die er auf öffentlichen Lesungen und im Rundfunk vortrug und publizierte. Beliebt waren seine Gottesdienste in plattdeutscher Sprache. Herlyn übersetzt das gesamte Neue Testament und einen Teil der Psalmen ins Plattdeutsche.
Zunächst Mitarbeiter des hochdeutsch-plattdeutschen Wörterbuches von Otto Buurman wurde er schließlich dessen Herausgeber. Abgesehen von seiner Soldatenzeit und Gefangenschaft war er von 1938 bis 1979 Schriftleiter des Sonntagsblatts für evangelisch-reformierte Gemeinden. Als Schriftleiter unterstützte er Hitlers Raubkrieg, feierte den Überfall auf Polen als glänzende Waffentat und berief sich für das von ihm begrüßte Scheitern des Attentats durch Georg Elser auf Hitler 1939 auf den Heidelberger Katechismus.
Nach dem Krieg gestand er in einem Beitrag im ev.-ref. Sonntagsblatt zum Jahreswechsel 1946/1947 indirekt seine persönliche Schuld ein: „aber wer macht es sich zu eigen und betet und bekennt mit: meine Schuld, meine übergroße Schuld“ und bezog sich damit auf das Stuttgarter Schuldbekenntnis.
In den Jahren nach dem Krieg wirkte er in den Kirchlichen Bruderschaften mit, die sich gegen die Wiederbewaffnung aussprachen und unterstützte Kriegsdienstverweigerer bei ihrer Anhörung. Zudem setzte er sich für die Versöhnung mit den von den deutschen Truppen überfallenen Völkern ein und unterstützte die Ostpolitik der SPD unter Willy Brandt. In seinem Beitrag zur „Reichskristallnacht“ 1938 (ev.-ref. Sonntagsblatt 45/1978) bekannte er, dass er zu jenen gehört habe, „die besser wussten und besser wissen mussten, die dabeistanden und wegschauten und schwiegen“.

## Schriften
- Boven up Diek. Teihn Geschichten.Risius, Weener 1980.
- Even anduken. Noch'n Rieg plattdütse Andachten. Risius, Weener 1981.
- Even still wesen! Noch mal 12 plattdütse Andachten. Risius, Weener 1977.
- De Fleeg up de Botterdös. Gerrit Herlyn vertellt van mi, van di un van sük sülvst. Risius, Weener 1984, ISBN 3-88761-022-9.
- Hör eevkes to. 12 Andachten up plattdüts. 3. Auflage. Risius, Weener 1975.
- Lehr mi de Minsken kennen. Noch'n Rieg plattdütse Geschichten. Risius, Weener 1987, ISBN 3-88761-036-9.
- Klaas Huukenkuk un anner Vertellsels. Risius, Weener 1977.
- Lücht up uns Padd. Gott's Woord up plattdüts. Risius, Weener 1979.
- Dat Lukas-Evangelium. Weergeven un wiedergeven. Risius, Weener 1981.
- Mien Wiehnachtsbook. Wiehnachten up plattdüts. Risius, Weener 1983, ISBN 3-88761-016-4.
- Dat Neei Testament. Weergeven un wiedergeven in oostfreeske Taal 1. 4 Apostels - 1 Evangelium. Risius, Weener 1983, ISBN 3-88761-007-5.
- Dat Neei Testament. Weergeven un wiedergeven in oostfreeske Taal 2. Dat Evangelium in Breven. Risius, Weener 1984, ISBN 3-88761-008-3.
- Oflopend Water. Gedachten, de een dorbi komen. Risius, Weener 1992, ISBN 3-88761-056-3.
- Olljpohrsavend 1952 + 1991. De erste un de lesde Preken. Ut sien Nalatenskupp rutgeven van Jürgen Sternsdorff. Verlag Vertaal & Verlaat, Marburg 2011, ISBN 978-3-86840-007-6
- Olljohrsavend 1991. Gottsdeenst mit Gerrit Herlyn. Plattdeutscher Silvestergottesdienst. Historische Aufnahme von 1991. Audio-CD, 77 Minuten. Verlag Vertaal & Verlaat, Marburg 2011, ISBN 978-3-86840-008-3
- Olljohrsavend. 2. Deel: 1980. Plattdeutscher Silverstergottesdienst. Historische Aufnahme von 1980. Textbuch (Booklet) mit CD, 61 Minuten. Verlag Vertaal & Verlaat, Marburg 2012, ISBN 978-3-86840-011-3
- Pestoor is'n Lümmel. Oostfreeske Staaltjes un Stückjes.Risius, Weener 1980, ISBN 3-88761-023-7.
- 66 Pessalms. Weergeven un wiedergeven in oostfreeske Taal. Risius, Weener 1985.
- Pestorenbuutjes. Gerrit Herlyn vertellt ut sien Kinnertied. Risius, Weener 1985, ISBN 3-88761-026-1.
- zusammen mit Jan van Dieken; Ostfriesische Landschaft (Hrsg.): Psalmen un Gesangen. Een geestelk Gesangbook in ostfreeske Modertaal. 3. Auflage. Ostfriesische Landschaft, Aurich 1979.
- Schipperbaas. Mensken up mien Levenspadd. 2. Auflage. Risius, Weener 1976.
- Unnerwegens van Lüttje Millm na Groothusen. Risius, Weener 1978.
- Uns Vadder in Himmel! Dat Gebedd för all Christen. Risius, Weener 1988.
- Toornhahntje. Vertellsels up plattdüts. Risius, Weener 1977.
- Vertell uns van Gott. 3 plattdütse Preken. Risius, Weener 1990, ISBN 3-88761-044-X.
- Wor't langs geiht na Groothusen. Handwieschers na Huus. Risius, Weener 1982, ISBN 3-88761-004-0.